# سباك

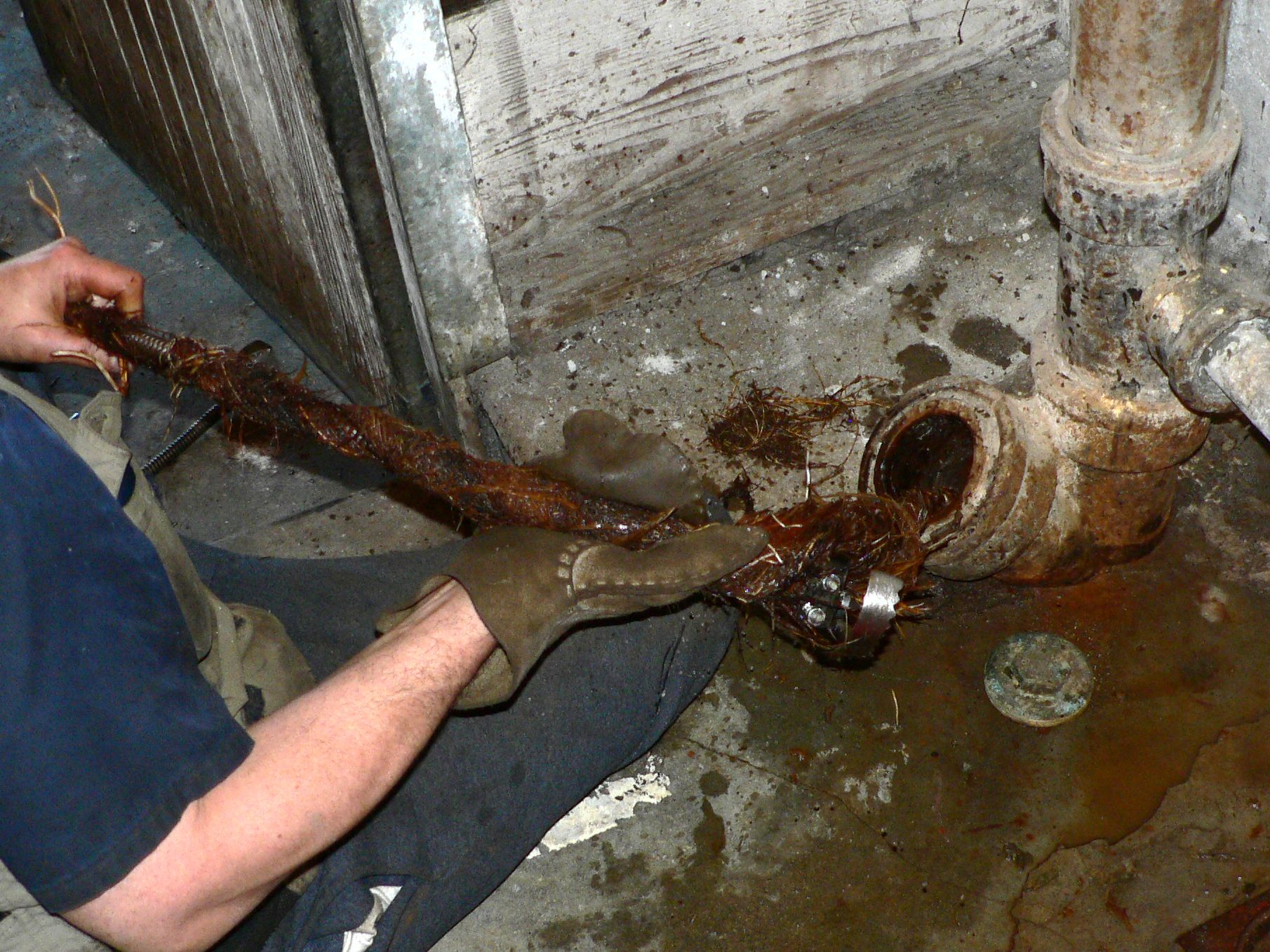
سباك يعمل في ظروف صعبة وخطرة صحيًا

السَّبَّاك أو الرّصَّاص أو السَّمْكَرِيّ (بالإنجليزية: Plumber)‏ هو شخص متخصص في تركيب وصيانة الأنظمة المستخدمة لمياه الشرب، والصرف الصحي، وتصريف المياه في شبكة المواسير.
وتقوم هذه المهنة والتي تسمى السباكة على أسس قياسية متعارف عليها في المدينة أو الدولة التي يعملوان فيها، إذ أن ارتفاع حوض الحمام أو المطبخ يجب أن يكون بقياس معين معروف وأيضاً المسافة بين الصنابير (حنفية المطبخ أو الحمام) يجب أن تكون محددة بدقة.

## التسمية

### السمكري
جاءت هذه من الكلمة الإيطالية zingari والتي تعني الغجر، وقد كانوا معروفين بممارستهم السمكرة.